# Muhammad al-Shaykh
Abū ʿAbd Allāh Muḥammad al-Shaykh al-Mahdī, al-Sharīf al-Ḥassānī al-Drawī al-Tagmadertī (1490 – 23 ottobre 1557), è stato il primo sultano  della dinastia sa'diana a riuscire ad imporre la sua autorità su tutto il Maghreb al-Aqsa (attuale Marocco), dal 1544 al 1557. Riuscì ad espellere i Portoghesi dalla maggior parte delle loro basi in Marocco. Sconfisse la dinastia rivale dei Wattasidi di Fès e respinse gli attacchi ottomani.

## La guerra contro i Portoghesi

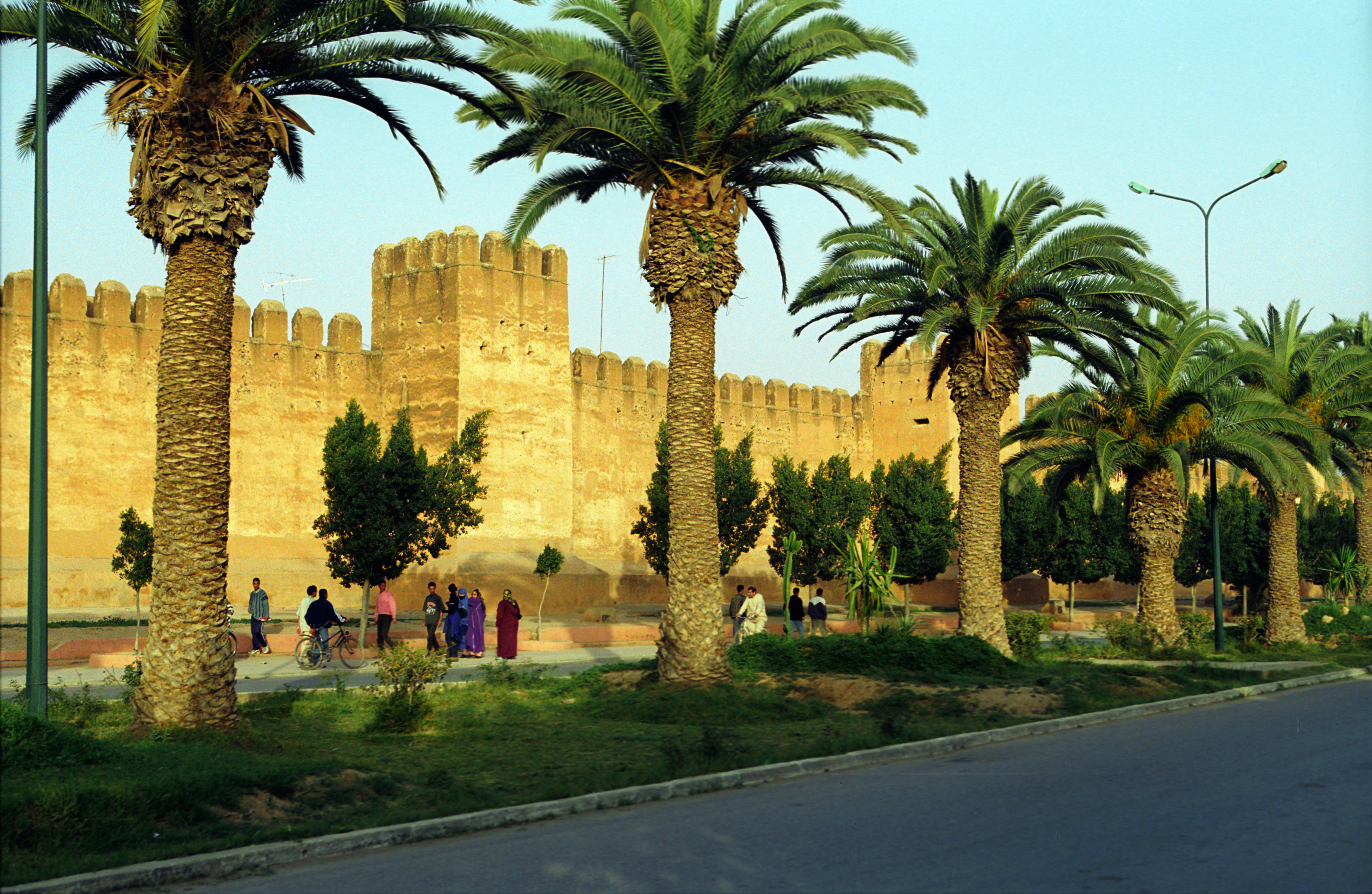
Le mura di Taroudant, fatte costruire da Muhammad al-Shaykh.

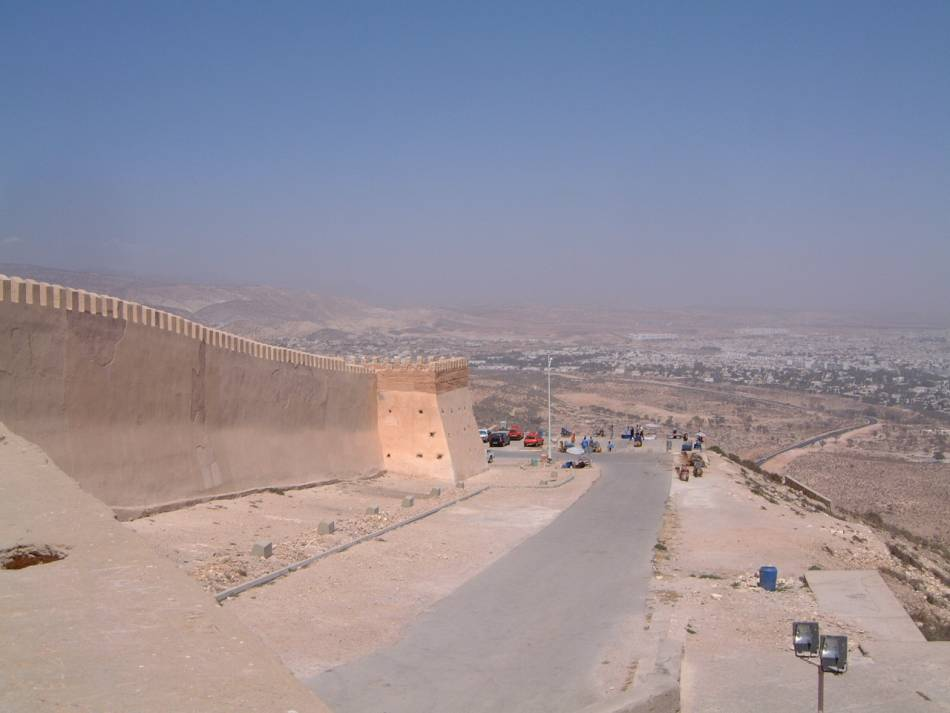
Le mura della kasbah di Agadir, la kasbah (fortezza) fatta costruire Muhammad al-Shaykh sulla cima di una collina che sovrasta la città. Il sultano la utilizzò come base per dirigere l'attacco contro Agadir del 1541.

Dopo la morte di suo padre, Abu Abd Allah Muhammad al-Qa'im nel 1517, Muhammad al-Shaykh (in arabo أبو عبد الله محمد الشيخ بالمهدي‎?), insieme al fratello Ahmad al-Araj, assunse il comando della guerra dei sa'diani contro i Portoghesi. I due fratelli presero il controllo di Marrakech nel 1524.
Ahmad al-Araj divenne il sultano di Marrakech, pur riconoscendo formalmente l'autorità del sultano wattaside di Fès Ahmad al-Wattasi, mentre Muhammad al-Shaykh divenne governatore della vicina città di Taroudant.
Nel 1527, dopo che il fratello Ahmad al-Araj sconfisse il sultano wattaside Ahmad al-Wattasi nella battaglia di Wadī al-ʿAbīd (vicino a Béni Mellal), venne stilato il trattato di Tadla, che separava i domini delle due dinastie a Tadla.
Muhammad al-Shaykh strappò Agadir ai Portoghesi nel 1541. Dopo la perdita di Agadir, questi evacuarono immediatamente Azemmour e Safi. Dopo la conquista di Agadir Muhammad al-Shaykh e Ahmad al-Araj entrarono in conflitto per la spartizione del bottino. Ahmad al-Araj attaccò Muhammad al-Shaykh ad Amskroud ma venne sconfitto e respinto, Muhammad al-Shaykh si volle vendicare del fratello e nel 1544 preparò un esercito e attaccò Marrakech, riuscendo ad espugnarla. Ahmad al-Araj venne fatto prigioniero e mandato in esilio a Tafilalet assieme alla sua famiglia.

## La guerra contro i Wattasidi e gli Ottomani
Nel 1545, il sultano wattaside Ahmad al-Wattasi assemblò un esercito numeroso e ben armato (30.000 cavalieri, 2.000 archibugieri e  35 cannoni) e marciò verso sud. Il 24 luglio, incontrò l'esercito sa'diano guidato da Muhammad al-Shaykh, nei pressi del fiume Wādī al-ʿAbīd. Nonostante l'esercito sa'diano fosse decisamente inferiore a quello wattaside (meno della metà, di cui solo 200 archibugieri), i sa'diani riuscirono a vincere grazie alla saggia scelta del terreno, posizionandosi a sud del fiume, e, quando l'esercito di Aḥmad iniziò a guadare il fiume, i sa'diani iniziarono ad aprire il fuoco per poi caricare con la cavalleria l'esercito wattaside intrappolato nel fango. Un cronista spagnolo dell'epoca che assistette alla battaglia, Luis del Mármol Carvajal, scrisse:
Aḥmad al-Waṭṭāsī fu catturato e condotto a Marrakech. A Fès fu nominato sultano il giovane figlio di Aḥmad, Nasir al-Din al-Qasri, che regnò sotto la reggenza del prozio Ali Abu Hassun.

Aḥmad fu liberato nel 1547, quando il figlio accettò di consegnare ai sa'diani la città di Meknès in cambio della liberazione del padre. Venne quindi nominato nuovamente sultano, regnando fino al 1549, anno della sua morte. Gli succedette al trono lo zio Ali Abu Hassun.
Dopo aver riorganizzato il suo esercito sul modello ottomano, Muhammad riuscì a conquistare Fez nel 1549, causando la caduta della dinastia wattaside. Nella conquista di Fez utilizzò nuovamente l'artiglieria europea, che aveva già usato anche nella conquista di Agadir del 1541. In seguito fornì un esercito a suo figlio Abd Allah al-Ghalib, che riuscì a conquistare Tlemcen nel 1549, strappandola alla dinastia zayyanide.
Le città di Ksar El Kebir e Assilah vennero evacuate dai Portoghesi nel 1550.  Rimanevano nelle mani dei lusitani solo Ceuta (1415-1668), Tangeri (1471-1661) e Mazagan (1502-1769).
Nel 1552 il sultano ottomano Solimano il Magnifico mandò degli ambasciatori affinché regolamentassero i confini tra l'Algeria ottomana e il Marocco, ma essi vennero mal ricevuti da Muhammad al-Shaykh.
Con l'aiuto degli Ottomani, il sultano wattaside Ali Abu Hassun riuscì a riconquistare Fes nei primi mesi del 1554, ma tale conquista fu di breve durata,  Muhammad al-Shaykh sconfisse Ali Abu Hassun nella battaglia di Tadla, e riconquistò Fes nel settembre 1554.

## Morte
Muhammad al-Shaykh venne assassinato dagli Ottomani nel 1557 per ordine di Hasan Pascià, figlio di Khayr al-Din Barbarossa, mentre stava preparando un'alleanza con la Spagna in funzione anti-ottomana. Alcuni soldati Ottomani fecero finta di voler entrare al suo servizio, affermando di essere disertori, per poi assassinarlo. La sua testa venne mandata a Costantinopoli. 

Fu sepolto nelle tombe sa'diane di Marrakech. Gli succedette il figlio Abd Allah al-Ghalib.